# Lake Purdy
Lake Purdy is een plaats (census-designated place) in de Amerikaanse staat Alabama, en valt bestuurlijk gezien onder Shelby County.

## Demografie
Bij de volkstelling in 2000 werd het aantal inwoners vastgesteld op 5799.

## Geografie
Volgens het United States Census Bureau beslaat de plaats een oppervlakte van
7,9 km², waarvan 7,8 km² land en 0,1 km² water.

## Plaatsen in de nabije omgeving
De onderstaande figuur toont de plaatsen in een straal van 16 km rond Lake Purdy.